# Kompoti
Kompoti (in greco Κομποτίου?) è un ex comune della Grecia nella periferia dell'Epiro (unità periferica di Arta) con 3 485 abitanti secondo i dati del censimento 2001.
È stato soppresso a seguito della riforma amministrativa, detta Programma Callicrate, in vigore dal gennaio 2011 ed è ora compreso nel comune di Nikolaos Skoufas.

## Località
Kompoti è suddiviso nelle seguenti comunità (i nomi dei villaggi tra parentesi):
- Kompoti (Kompoti, Agios Nikolaos)
- Foteino
- Sellades (Sellades, Alonia)